# جووانی دمین (بازیکن فوتبال)
جووانی دمین (انگلیسی: Giovanni De Min؛ زادهٔ ۲۸ مهٔ ۱۹۴۰) بازیکن فوتبال اهل ایتالیا است.
از باشگاه‌هایی که در آن بازی کرده‌است می‌توان به باشگاه فوتبال هلاس ورونا، باشگاه فوتبال آ.اس. رم، باشگاه فوتبال پیستویزه، باشگاه فوتبال تریستیانا، و باشگاه فوتبال پیزا اشاره کرد.